# Metabelba rhodopeia
Metabelba rhodopeia är en kvalsterart som beskrevs av Kunst 1961. Metabelba rhodopeia ingår i släktet Metabelba och familjen Damaeidae. Inga underarter finns listade i Catalogue of Life.